# Apollon Smyrnis
Apollon Smyrni F.C. (în greacă: ΠΑΕ Απόλλων Σμύρνης) este un club de fotbal din Atena, Grecia. A fost fondat în Smyrna în 1891 și este unul din cele mai vechi cluburi sportive din Grecia. În prezent evoluează în Superliga Greacă.

## Palmares
- Campionatul Panhellenic

Locul 2 (2): 1938, 1948
- Cupa Greciei

Finalistă (1): 1995-96
- Beta Ethniki (4): 1970, 1973, 1975, 2013
- Gamma Ethniki (1): 2012
- Liga a patra Greacă (1): 2010
- Regional Athens Championship (4) : 1924, 1938, 1948, 1958

## Fotbaliști notabili
| Grecia - Giannis Anagnostou - Kostas Antoniou - Christos Ardizoglou - Giorgos Athanasiadis - Kostas Batsinilas - Kostas Chalkias - Filipos Darlas - Giannis Dontas - Takis Ikonomopoulos - Giorgos Kamaras - Giorgos Karagounis - Aris Karasavidis - Theofilos Karasavidis - Dimos Kavouras - Thanasis Kolitsidakis - Pantelis Konstantinidis - Michalis Koronis - Vasilis Kyriakou - Panagiotis Lagos - Kostas Mavridis - Antonis Minou - Tasos Mitropoulos - Demis Nikolaidis - Eleftherios Poupakis - Mihalis Vlahos - Alexandros Tzorvas | Albania - Arjan Bellaj - Bledar Kola Argentina - Nestor Errea - Leandro Alvarez Bulgaria - Ivan Rusev Camerun - Nicolas Dikoume Cehoslovacia - Frantisek Stambacher England - Darren Ambrose - Lee Cook Germania - Walter Kelsch Olanda - René van de Kerkhof Iran - Alireza Mansourian Coasta de Fildeș - Franck Manga Guela Nigeria - Jerry Ugen Polonia - Zygmunt Kukla - Józef Wandzik | Serbia - Zoran Ćirić - Miloje Petković Sierra Leone - John Kamara Suedia - Björn Enqvist - Goran Trpevski - Mikael Dahlberg - Tom Söderberg SUA - Frank Klopas |

## Antrenori
- Manol Manolov (1 iulie 1979 – 30 iunie 1980)
- Tomislav Kaloperović (1 iulie 1988 – 30 iunie 1989)
- Walter Skocik (1 iulie 1990 – 30 iunie 1991)
- Christos Archontidis (1 iulie 1998–Sept 3, 1999)
- Stathis Stathopoulos (1 iulie 2011 – 20 martie 2012)
- Giannis Georgaras (19 martie 2012 – 30 iunie 2012)
- Bledar Kola (21 iulie 2012–Aug 7, 2012)
- Alexandros Vosniadis (Aug 7, 2012–Oct 8, 2013)
- Babis Tennes (Oct 10, 2013–Nov 11, 2013)
- Lawrie Sanchez (Nov 17, 2013–16 iunie 2014)
- Nikos Kostenoglou (5 iulie 2014–)